# Palpomyia maai
Palpomyia maai är en tvåvingeart som beskrevs av Tokunaga 1966. Palpomyia maai ingår i släktet Palpomyia och familjen svidknott. Inga underarter finns listade i Catalogue of Life.